# 頭前溪
頭前溪位於台灣北部，屬於中央管河川，主流河長63.03公里，流域面積565.94平方公里，分佈於新竹市北部及新竹縣中部的五峰鄉、橫山鄉、尖石鄉、芎林鄉、竹北市等鄉鎮市，可說是新竹地區的主要河流。
主流上游為上坪溪，其最遠源流為霞喀羅溪，發源於雪山山脈標高2,512公尺之檜山西北側，向西北流至石鹿轉西流，至民生轉向北流，經土場、清泉，於桃山與麥巴來溪會合後，改稱上坪溪。續向北流經五峰、上坪，於下公館附近與油羅溪會合後，始稱頭前溪。本流轉向西北流經竹東、頭重埔、舊社，最後跟鳳山溪會流，於南寮注入台灣海峽。
頭前溪的落差大，平均坡降比約1:190，在夏季常造成山洪，如新竹五峰鄉、尖石鄉在颱風季節，都被列為土石流高度警戒區。
頭前溪流經知名的新竹科學園區，由於竹科用水量大，但頭前溪屬短促型的急流，枯水期時流域內用水常遇緊迫，因此建有並有上坪攔河堰、隆恩圳攔河堰、燥樹排攔河堰等水利工程，以及寶山水庫及寶二水庫。

## 隆恩堰取水口
新竹市家庭用水取水處。

## 頭前溪水系主要河川
- 頭前溪：新竹縣、新竹市
  - 豆子埔溪：新竹縣竹北市、芎林鄉
    - 東山溪：新竹縣竹北市、芎林鄉

  - 冷水坑溪：新竹市東區
  - 柯子湖溪：新竹市東區、新竹縣竹東鎮、寶山鄉
  - 崁下溪：新竹縣芎林鄉
    - 九芎溪：新竹縣芎林鄉
      - 倒別牛溪：新竹縣芎林鄉
      - 中坑溪：新竹縣芎林鄉
      - 水坑溪：新竹縣芎林鄉
        - 赤柯寮溪：新竹縣芎林鄉

    - 荳子埔溪：新竹縣芎林鄉
      - 燥坑溪：新竹縣芎林鄉

  - 鹿寮坑溪：新竹縣芎林鄉
    - 王爺坑溪：新竹縣芎林鄉
    - 大肚溪：新竹縣芎林鄉

  - 油羅溪：新竹縣芎林鄉、橫山鄉、尖石鄉
    - 粗坑溪：新竹縣橫山鄉
    - 馬胎溪：新竹縣尖石鄉
    - 那羅溪：新竹縣尖石鄉

  - 上坪溪：新竹縣竹東鎮、橫山鄉、五峰鄉
    - 花園溪：新竹縣五峰鄉
    - 麥巴來溪：新竹縣五峰鄉
    - 爺巴堪溪：新竹縣五峰鄉
    - 霞喀羅溪：新竹縣五峰鄉

## 主要橋樑
以下由河口至源頭列出主流上之主要橋樑：

### 頭前溪河段
- 竹港大橋（省道台15線）：新竹縣竹北市、新竹市北區
- 舊港大橋（鄉道竹73線）：新竹市北區舊港里
- 舊社大橋（鄉道竹54-2線）：新竹市北區舊社里
- 頭前溪橋（省道台1線）：新竹縣竹北市、新竹市東區
- 頭前溪橋（台鐵縱貫線）
- 頭前溪橋（國道1號）
- 經國大橋（縣道117號）：新竹縣竹北市、新竹市東區
- 興隆大橋（高鐵五路）
- 頭前溪橋（台鐵六家線）
- 頭前溪橋（台灣高鐵）
- 中正大橋（鄉道竹48線）
- 新中正橋
- 頭前溪橋（國道3號）
- 竹林大橋（縣道123號）

### 上坪溪河段
- 竹東大橋（上坪溪橋）[5]（台鐵內灣線）
- 竹東大橋（省道台3線）
- 昌惠橋
- 瑞昌大橋（鄉道竹35線）
- 南昌橋
- 五峰大橋（鄉道竹62線）：新竹縣五峰鄉
- 南口吊橋
- 和平大橋（鄉道竹63線）
- 清泉三號吊橋
- 清泉觀光吊橋
- 清泉二號吊橋
- 清泉一號吊橋
- 清泉大橋（清石道路）

### 油羅溪河段
- 油羅溪橋（省道台3線）
- 橫山大橋（油羅溪橋）[6]（台鐵內灣線）
- 新興大橋
- 增昌大橋（鄉道竹35線）
- 永豐橋
- 內灣橋
- 內灣吊橋
- 義興大橋
- 北角吊橋
- 尖石二號橋（鄉道竹60線）
- 尖石大橋（鄉道竹60線）
- 嘉新大橋（縣道120號）
- 新樂大橋（鄉道竹58線）
- 鐵嶺橋（縣道120號）
- 煤源一號橋（縣道120號）

## 外部連結
- 頭前溪的故事
- 頭前溪溯溪之旅